# Blair Kamin
Blair Kamin (* 6. August 1957 in Red Bank) ist ein mit dem Pulitzer-Preis ausgezeichneter Architekturkritiker der Chicago Tribune.

## Leben
Blair wurde in Red Bank, New Jersey, geboren, wo er das Amherst College besuchte, das er 1979 mit dem Bachelor Degree abschloss. Danach besuchte er die Yale University, wo er seinen Masterabschluss in Umweltdesign erwarb. Seine journalistische Karriere begann er beim Des Moines Register als Reporter und Architekturkritiker. Im Jahr 1987 wechselte er zur Chicago Tribune, wo er seit 1992 als Architekturkritiker arbeitet.
Für seine Arbeiten über die Chicagoer Lake Front wurde er 1999 mit dem Pulitzer-Preis ausgezeichnet. Er erhielt zahlreiche weitere Auszeichnungen wie den George Polk Award for criticism, den Institute Honor for Collaborative Achievement des American Institute of Architects und den Peter Lisagor Award for Exemplary Journalism, mit dem er achtmal ausgezeichnet wurde.